# Dawn Addams
Victoria Dawn Addams (Felixstowe, 21 settembre 1930 – Londra, 7 maggio 1985) è stata un'attrice britannica.

## Biografia
Nata a Felixstowe, nel Suffolk (Inghilterra), figlia di Ethel Mary Hickie e del capitano James Ramage Addams, Dawn Addams perse la madre quando era ancora bambina e trascorse l'infanzia con il padre, ufficiale della RAF, a Calcutta, in India. Alla fine degli anni quaranta, rientrata in Inghilterra, frequentò la Royal Academy of Dramatic Arts (R.A.D.A.) di Londra e iniziò la sua carriera nel teatro di repertorio, intraprendendo diverse tournée in patria e nel resto dell'Europa. Negli Stati Uniti frequentò corsi di recitazione ed esordì sui palcoscenici americani affinando i giusti accenti e toni dell'inglese parlato oltreoceano.
La sua bellezza ed eleganza attirarono l'attenzione dei talent scout, consentendole nel 1950 di sostenere un provino a Hollywwod presso la MGM, grazie al quale ottenne il suo primo ruolo sul grande schermo nel film Solitudine (1951), un melodramma con Ray Milland, John Hodiak e Nancy Davis, cui fecero seguito altri ruoli di rilievo nei film Lo sconosciuto (1951) con Walter Pidgeon e Barry Sullivan, Gli avventurieri di Plymouth (1952) con Spencer Tracy, e gli storici La regina vergine (1953), biografia della regina Elisabetta I d'Inghilterra, con Jean Simmons e Stewart Granger, e La tunica (1953) con Richard Burton. Nello stesso anno fu coprotagonista nella commedia La vergine sotto il tetto (1953) di Otto Preminger, con David Niven e William Holden. La pellicola, incentrata sul tema della verginità, fece scalpore e contribuì a rivedere le restrizioni della censura imperanti a Hollywood fin dal 1934, aprendo la strada a nuove permissività sugli schermi americani in termini di moralità e di sessualità.

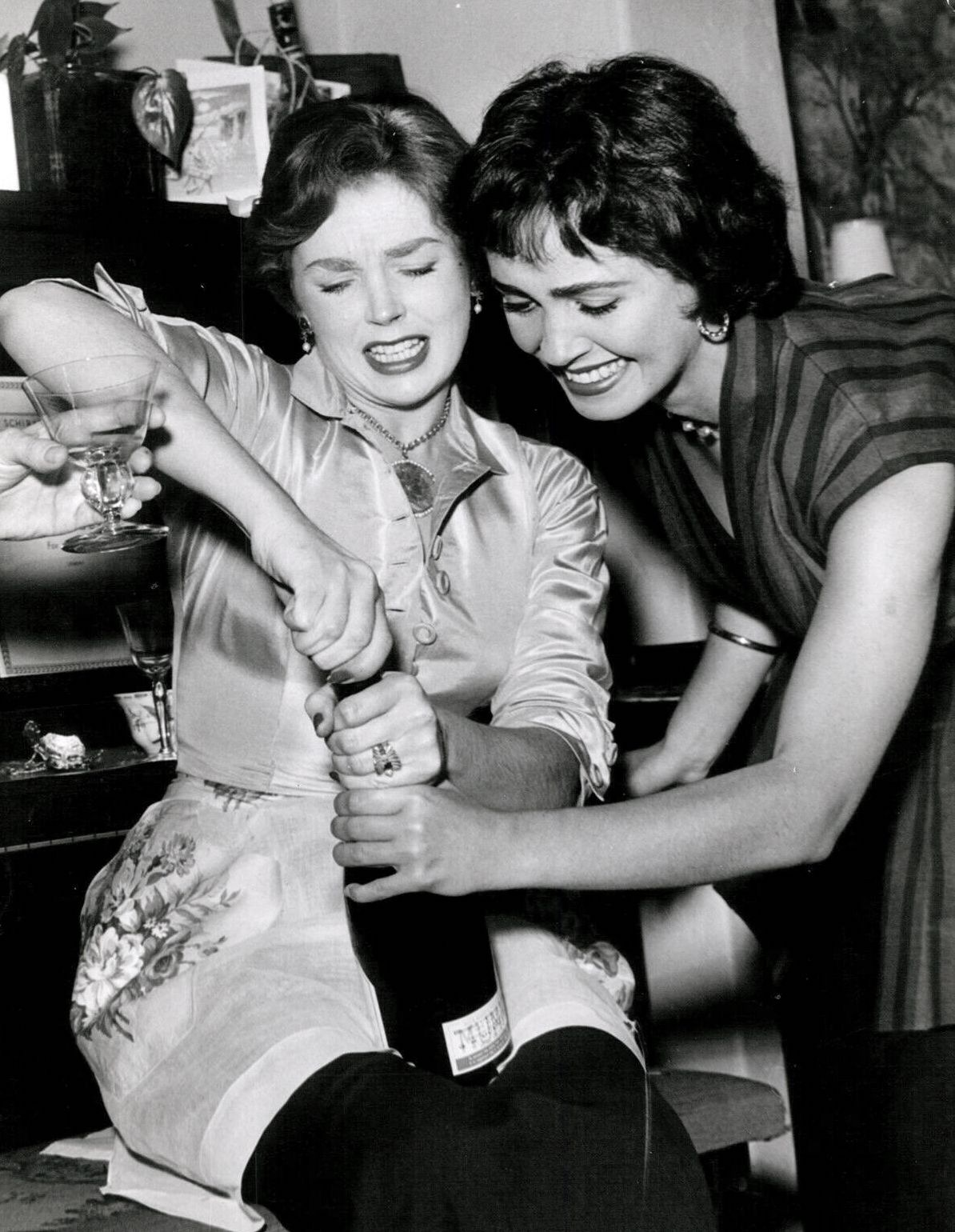
Dawn Addams con Susan Cabot nel 1953

Interprete ricca di fascino, la Addams fu una delle più popolari attrici inglesi degli anni cinquanta. La sua carriera proseguì a livello internazionale, in Italia con I quattro del getto tonante (1955) e Il tesoro di Rommel (1955), in Germania con I sicari di Hitler (1959) e Il diabolico dottor Mabuse (1960), ultima regia di Fritz Lang, e in Inghilterra con Il mostro di Londra (1960). Nello stesso periodo diede la sua migliore interpretazione nella commedia Un re a New York (1957), nel ruolo della giornalista televisiva Ann Key, accanto a Charlie Chaplin, un monarca europeo deposto dal trono che sceglie di vivere negli Stati Uniti, ma si scontra con l'aggressività dei reporter a caccia di storie intriganti.
In Italia, nel 1957 partecipò a una serie di sketch della rubrica pubblicitaria televisiva Carosello, pubblicizzando il brandy Gran Senior delle distillerie Fabbri insieme a Erminio Spalla, Sylva Koscina, Emilio Schuberth, Luciana Peverelli, Nilla Pizzi, Sandra Milo, Isa Barzizza e Virna Lisi, e nel 1958 pubblicizzò da sola, nella stessa rubrica televisiva, il Sapone Lux della Lever Gibbs.
Raggiunto l'apice della carriera, la Addams continuò a recitare anche durante gli anni sessanta e settanta, prevalentemente in commedie e in film in costume e di spionaggio, con partecipazioni a serie televisive come Il Santo, accanto a Roger Moore, in cui interpretò la contessa Audrey Morova in tre episodi girati tra il 1963 e il 1966, e nella sit-com Caro papà, in cui interpretò il ruolo di Georgie Thompson accanto a Patrick Cargill, in 25 episodi prodotti tra il 1971 e il 1973. Tra le sue ultime apparizioni cinematografiche vi furono quelle negli horror Vampiri amanti (1970) e The Vault of Horror (1973), mentre il suo ultimo impegno televisivo fu il ruolo di Mrs. Landers nella serie Triangle (1983).

## Vita privata
Nel 1954 sposò l'aristocratico italiano Vittorio Emanuele Massimo, principe di Roccasecca dei Volsci, dal quale nel 1955 ebbe un figlio, Stefano. La coppia si separò pochi anni dopo, divorziando nel 1971. Nel 1974 si sposò con Jimmy White. L'attrice morì a Londra di cancro il 7 maggio 1985, all'età di 54 anni.

## Filmografia

### Cinema
- Solitudine (Night into Morning), regia di Fletcher Markle (1951)
- Lo sconosciuto (The Unknown Man), regia di Richard Thorpe (1951)
- Cantando sotto la pioggia (Singing in the Rain), regia di Stanley Donen e Gene Kelly (1952) (non accreditata)
- Il terrore di Londra (The Hour of 13), regia di Harold French (1952)
- Gli avventurieri di Plymouth (Plymouth Adventure), regia di Clarence Brown (1952)
- La regina vergine (Young Bess), regia di George Sidney (1953)
- La vergine sotto il tetto (The Moon Is Blue), regia di Otto Preminger (1953)
- Die Jungfrau auf dem Dach, regia di Otto Preminger (1953)
- La tunica (The Robe), regia di Henry Koster (1953)
- Esploratori dell'infinito (Riders to the Stars), regia di Richard Carlson (1954)
- Mizar (Sabotaggio in mare), regia di Francesco De Robertis (1954)
- Il letto (Secrets d'alcôve), (Episodio: Il divorzio, regia di Gianni Franciolini) (1954)
- Ritorno all'isola del tesoro (Return to Treasure Island), regia di Ewald André Dupont (1954)
- Gli ussari del Bengala (Khyber Patrol), regia di Seymour Friedman (1954)
- Il visconte di Bragelonne, regia di Fernando Cerchio (1954)
- Il tesoro di Rommel, regia di Romolo Marcellini (1955)
- I quattro del getto tonante, regia di Fernando Cerchio (1955)
- Londra chiama Polo Nord, regia di Duilio Coletti (1956)
- Le avventure dei tre moschettieri, regia di Joseph Lerner (1957)
- Un re a New York (A King in New York), regia di Charles Chaplin (1957)
- Ora X: Gibilterra o morte! (The Silent Enemy), regia di William Fairchild (1958)
- I battellieri del Volga, regia di Viktor Tourjansky (1959)
- La baronessa di fuoco (Die feuerrote Baronesse), regia di Rudolf Jugert (1959)
- L'isola in capo al mondo (L'île du bout du monde), regia di Edmond T. Gréville (1959)
- Pensione Edelweiss, regia di Ottorino Franco Bertolini e Victor Merenda (1959)
- Larry, agente segreto, regia di Alvin Rakoff (1959)
- I sicari di Hitler (Geheimaktion schwarze Kapelle), regia di Ralph Habib (1959)
- Secret Professionnel, regia di Raoul André (1959)
- Sexy girl (Voulez-vous danser avec moi?), regia di Michel Boisrond (1959)
- Balletti rosa (Die zornigen jungen Männer), regia di Wolf Rilla (1960)
- Il diabolico dottor Mabuse (Die 1000 Augen des Dr. Mabuse), regia di Fritz Lang (1960)
- Il mostro di Londra (The Two Faces of Dr. Jekyll), regia di Terence Fisher (1960)
- Follow That Man, regia di Jerome Epstein (1961)
- La casa del peccato (Les menteurs), regia di Edmond T. Gréville (1961)
- L'educazione sentimentale (L'éducation sentimentale), regia di Alexandre Astruc (1962)
- Appuntamento fra le nuvole (Come Fly with Me), regia di Henry Levin (1963)
- Il tulipano nero (La tulipe noire), regia di Christian-Jaque (1964)
- Ballata in blu (Ballad in Blue), regia di Paul Henreid (1964)
- Il molto onorevole agente di Sua Maestà britannica (Where the Bullets Fly), regia di John Gilling (1966)
- Vampiri amanti (The Vampire Lovers), regia di Roy Ward Baker (1970)
- Saffo (Sapho ou La fureur d'aimer), regia di Georges Farrel (1971)
- Zeta uno (Zeta One), regia di Michael Cort (1973)
- The Vault of Horror, regia di Roy Ward Baker (1973)

### Televisione
- I gialli di Edgar Wallace (The Edgar Wallace Mystery Theatre) – serie TV, episodio 4x02 (1963)
- Il Santo (The Saint) – serie TV, episodi 2x01-5x01 (1963-1966)
- A Room in Town – film TV (1970)
- Caro papà (Father, Dear Father) – serie TV, 9 episodi (1971-1973)

## Prosa televisiva Rai
- Un Lord in cucina, commedia di Sidney Blow e Bice Mengarini, regia di Alessandro Brissoni, trasmessa il 6 luglio 1962

## Doppiatrici italiane
- Rosetta Calavetta in: La tunica, La vergine sotto il tetto, Appuntamento fra le nuvole, Un re a New York, Il tesoro di Rommel, Sexy Girl
- Lydia Simoneschi in: Londra chiama Polo Nord, Il diabolico dottor Mabuse, Il mostro di Londra
- Fiorella Betti in Solitudine, Gli avventurieri del Plymouth
- Dhia Cristiani in: Vampiri amanti